# Acacia subporosa
Acacia subporosa är en ärtväxtart som beskrevs av Ferdinand von Mueller. Acacia subporosa ingår i släktet akacior, och familjen ärtväxter. Inga underarter finns listade i Catalogue of Life.